# Isola di Ušakov
L'isola di Ušakov (in russo Остров Ушакова, Óstrov Ušakova) è un'isola russa dell'Oceano Artico, si trova isolata al limite nord del Mare di Kara. Amministrativamente fa parte del Tajmyrskij rajon del Territorio di Krasnojarsk, nel Circondario federale della Siberia.

## Geografia
L'isola, interamente coperta da una cappa di ghiaccio, è situata a metà strada tra la Terra di Francesco Giuseppe e l'arcipelago di Severnaja Zemlja, la terra più vicina è 140 km a sud: l'isola di Vize. L'isola di Ušakov ha una superficie di 328 km² e un'altezza massima di 350 m.

## Storia
L'isola è stata scoperta nel 1935 dalla spedizione sul rompighiaccio Sadko, guidata da Georgij Ušakov, con il geologo Nikolaj Urvancev.
C'è stata una stazione polare sull'isola dal 1954 fino alla fine del 1980.